# Пужевци
Пужевци (словен. Puževci, мађ. Pálmafa) је насељено место у општини Пуцонци, Помурска регија, Словенија.

## Историја
До територијалне реорганизације у Словенији били су у саставу старе општине Мурска Собота.

## Становништво
У попису становништва из 2011. године, Пужевци су имали 181 становника.
| Број становника према пописима | Број становника према пописима | Број становника према пописима |
| ------------------------------ | ------------------------------ | ------------------------------ |
| 1991                           | 2002                           | 2011                           |
| 225                            | 194                            | 181                            |